# Serpaize
Serpaize település Franciaországban, Isère megyében. Lakosainak száma 2100 fő (2022. január 1.). Serpaize Chuzelles, Luzinay, Pont-Évêque, Septème, Vienne és Villette-de-Vienne községekkel határos.

## Népesség
A település népessége az elmúlt években az alábbi módon változott:
| Lakosok száma | 393  | 950  | 1159 | 1313 | 1659 | 1838 | 1939 | 2116 | 2116 | 2100 |
|               | 1968 | 1982 | 1990 | 2006 | 2013 | 2015 | 2017 | 2019 | 2020 | 2022 |